# Borovnice (ort i Tjeckien, lat 50,51, long 15,62)
Borovnice är en ort i Tjeckien. Den ligger i den nordöstra delen av landet, 100 km nordost om huvudstaden Prag. Borovnice ligger 485 meter över havet och antalet invånare är 443.
Terrängen runt Borovnice är platt åt nordväst, men åt sydost är den kuperad. Runt Borovnice är det ganska glesbefolkat, med 32 invånare per kvadratkilometer. Närmaste större samhälle är Dvůr Králové nad Labem, 16,3 km sydost om Borovnice. Omgivningarna runt Borovnice är en mosaik av jordbruksmark och naturlig växtlighet.